# Dominique Dropsy
Dominique Dropsy (Leuze, 9 de diciembre de 1951-ibídem, 7 de octubre de 2015) fue un futbolista francés que jugaba en la demarcación de portero.

## Biografía
Inició su carrera en el Valenciennes FC para ser luego fichado en el año 1973 por el Racing Estrasburgo, equipo con quien fue campeón de la Ligue 1 francesa en la temporada 1978/79. Tras defender los colores del Valenciennes FC hasta la temporada 1983/1984, ficha por el FC Girondins de Burdeos ganando dos nuevos títulos de liga en la temporada 1984/85 y 1986/87.
Falleció el 7 de octubre de 2015 a los 63 años de edad a causa de una leucemia que le fue diagnosticada en el año 2011.

## Selección nacional
Fue internacional en 17 ocasiones con la selección gala, llegando a jugar el Mundial de 1978. Debutó el 10 de junio de 1978 en un partido de la Copa Mundial de Fútbol de 1978 contra Hungría, encajando un solo gol y ganando el partido finalmente por 3-1. Su último partido, contra Brasil en calidad de amistoso, se celebró el 15 de mayo de 1981.

### Participaciones en Copas del Mundo
| Mundial                        | Sede      | Resultado      | Partidos | Goles |
| ------------------------------ | --------- | -------------- | -------- | ----- |
| Copa Mundial de Fútbol de 1978 | Argentina | Fase de grupos | 1        | 0     |

## Clubes
| Club                    | País    | Año         | Partidos | Goles |
| ----------------------- | ------- | ----------- | -------- | ----- |
| Valenciennes FC         | Francia | 1970 - 1973 | 87       | 0     |
| Racing Estrasburgo      | Francia | 1973 - 1984 | 354      | 0     |
| FC Girondins de Burdeos | Francia | 1984 - 1989 | 170      | 0     |

## Palmarés

### Campeonatos nacionales
| Título          | Club                    | País    | Año  |
| --------------- | ----------------------- | ------- | ---- |
| Ligue 1         | Racing Estrasburgo      | Francia | 1979 |
| Ligue 1         | FC Girondins de Burdeos | Francia | 1985 |
| Ligue 1         | FC Girondins de Burdeos | Francia | 1987 |
| Ligue 2         | Valenciennes FC         | Francia | 1972 |
| Ligue 2         | Racing Estrasburgo      | Francia | 1977 |
| Copa de Francia | FC Girondins de Burdeos | Francia | 1986 |
| Copa de Francia | FC Girondins de Burdeos | Francia | 1987 |